# 咽口属
咽口属（学名：Pharyngostomum）为双穴科的一个属。

## 下属物种
本属包括以下物种：
- 心形咽口吸虫 Pharyngostomum cordatum (Diesing, 1850) Ciurea, 1922[2]